# Thomson MO5
Il MO5 è un home computer prodotto dalla francese Thomson nel 1984. Si basa sulla CPU Motorola 6809E che opera alla frequenza di 1 MHz, è dotato di 48 kB di memoria RAM di cui 32 disponibili per l'utente, visualizza il testo su 40 colonne per 25 righe e ha incorporato il linguaggio di programmazione Microsoft BASIC. Il modello MO5 fu sostituito dal modello MO6 nel 1986, che venne commercializzato in Italia dalla Olivetti Prodest come PC128.

## Specifiche tecniche
- CPU Motorola 6809E a 1 MHz
- RAM 32 KB
- VRAM 16 KB
- ROM 16 KB (di cui 4 KB per il monitor e 12 KB per l'interprete BASIC)
- Modo testo con 40 colonne per 25 linee
- Modo grafico 320x200 pixels con 16 colori
- Suono 1 canale con 5 ottave
- Linguaggio Microsoft BASIC versione 1.0
- Tastiera AZERTY a 58 tasti